# 蛯原天
蛯原 天（えびはら てん、生年非公表・6月23日 - ）は、日本のタレント、グラビアアイドル、マルチタレント、フリーアナウンサー。伊豆大島出身。かつてはメイドの姿で各メディアへ出演していた。日本ちゃり党の番組出演時は時折『ちゃり天（ちゃり党の天ちゃん）』の愛称としても知られている。

## 出演

### WEB
- ハゲどっと来い！（火曜19時～）メインMC
- 羽つき！エンジェルス★ナイト（木曜20時30分〜 Ustream、ユーストリーム★エンジェルス） - レギュラー[1]
- 天×天ラジオ（土曜22時〜 ツイキャス） - メインパーソナリティ
- 小田あさ美のツィートジョッキー（月曜〜金曜22時〜23時 臨時パーソナリティー）
- ギャンブルエンタメ情報サイト「Gamboo」内 日本ちゃり党 レギュラーアシスタント
- ギャンブルエンタメ情報『GAMBOO』日本ちゃり党（不定時 宣伝部長）

#### 出演終了
- ライブメディア情報番組 UstToday（月曜21時〜 アシスタント）2012年11月までスマホメイドとして出演

### 雑誌
- 週刊アスキー
- 週刊プレイボーイ
- アームズマガジン

### TV
- 怒りオヤジ3（テレビ東京）
- オビラジR（TBS）
- 探偵学園Q（メイド役）（日本テレビ）
- 爆笑問題の検索ちゃん（テレビ朝日）

など

### DVD
- メイドカフェ発表会-cafe1-　(スチール)
- 激萌え！絶対領域

### PV
- エハラマサヒロ「むすんでひらいて」メイド役

### 映画
- 完全なる飼育（メイド役）

### その他
- VUZIX ビデオアイウェアWrapシリーズ 日本販売用イメージモデル
- 奥浜名湖サイクルツーリズム・プロジェクト イメージキャラクター

## ディスコグラフィ

### CDアルバム
| 枚  | 発売日        | タイトル | 規格品番  |
| --- | ------------- | -------- | --------- |
| 1st | 2011年9月14日 | ガチ、恋 | SMPR-0002 |

### 配信限定シングル
| 枚  | 発売日       | タイトル                     | 規格品番  |
| --- | ------------ | ---------------------------- | --------- |
| 1st | 2011年2月9日 | 大事件だよ、わたしが恋してる | AIKR-1004 |
| 2nd | 2011年4月6日 | リクエスト・チュウ           | AIKR-1007 |